# Lubuk Mumpo (Kota Padang)
Lubuk Mumpo is een bestuurslaag in het regentschap Rejang Lebong van de provincie Bengkulu, Indonesië. Lubuk Mumpo telt 2068 inwoners (volkstelling 2010).